# Portville (villa)
Portville es una villa ubicada en el condado de Cattaraugus en el estado estadounidense de Nueva York. En el año 2000 tenía una población de 1,024 habitantes y una densidad poblacional de 487 personas por km².

## Geografía
Portville se encuentra ubicada en las coordenadas 42°2′14″N 78°20′12″O / 42.03722, -78.33667.

## Demografía
Según la Oficina del Censo en 2000 los ingresos medios por hogar en la localidad eran de $31,210, y los ingresos medios por familia eran $40,060. Los hombres tenían unos ingresos medios de $30,885 frente a los $21,563 para las mujeres. La renta per cápita para la localidad era de $16,166. Alrededor del 14.8% de la población estaban por debajo del umbral de pobreza.